# Forsythia
Forsythia es un género de plantas fanerógamas en la familia de las  oleáceas (familia del olivo). Hay cerca de 11 especies, la mayoría nativas del este de Asia, aunque al menos hay una procedente del sudeste de Europa.  

## Descripción
Son arbustos caducifolios, que alcanzan de 1–3 m (raramente 6 m) de altura, con corteza rugosa gris castaña. Hojas opuestas, usualmente simples pero a veces trifoliadas con un par basal de pequeños folíolos, y de 2–10 cm (raramente a 15 cm) de largo; bordes de limbo aserrados o enteros. Flores en la primavera temprana, antes que las hojas, amarillas brillantes con una corola profundamente lobulada, con los pétalos juntos sólo en la base. Fruto de cápsula seca que contiene varias semillas aladas.

## Taxonomía
El género fue descrito por Martin Vahl y publicado en Enumeratio Plantarum . . . 1: 39. 1804.
Etimología
El género se nombró en honor de William Forsyth.

## Especies
- Forsythia europaea Degen & Bald. - Balcanes en Albania, Kosovo.

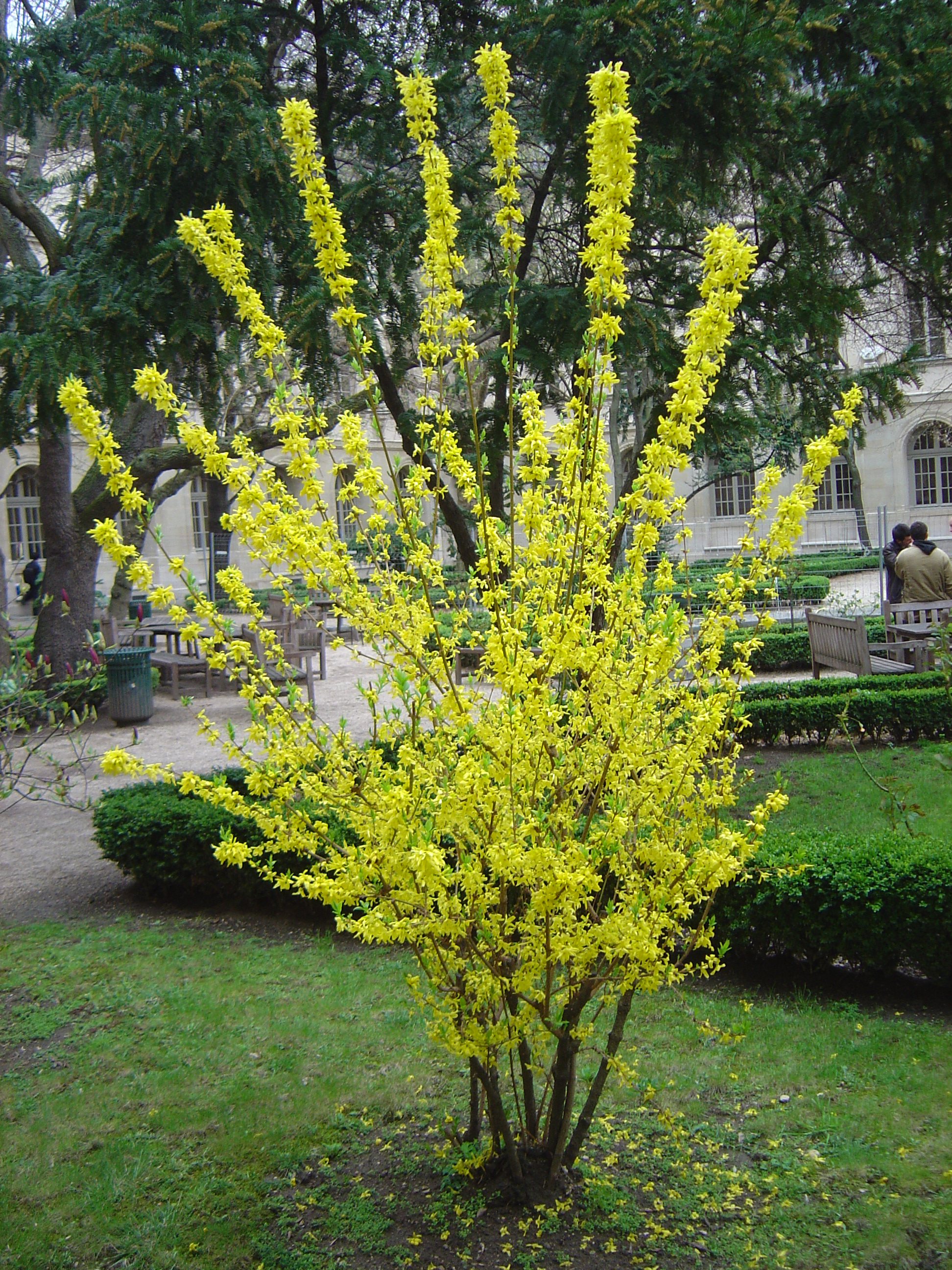
Forsythia giraldiana Lingelsh. - Noroeste de China.
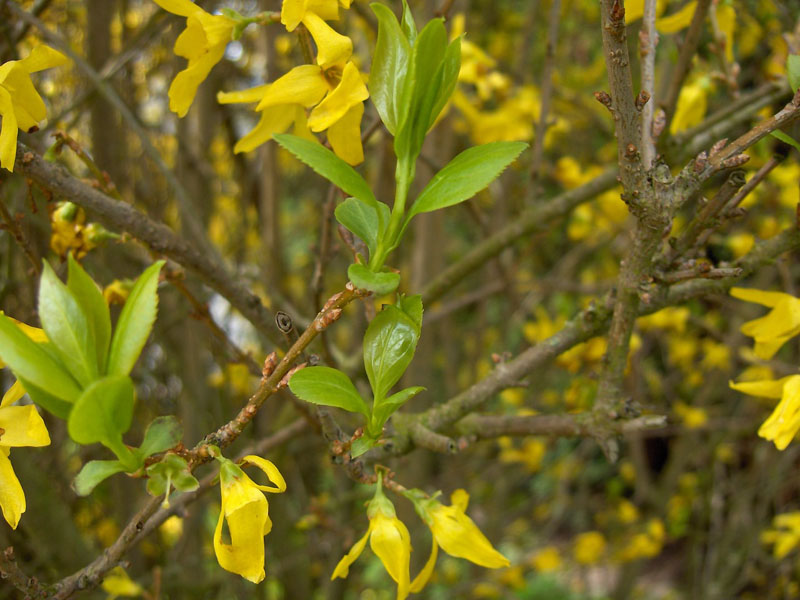
Forsythia × intermedia flores y hojas jóvenes
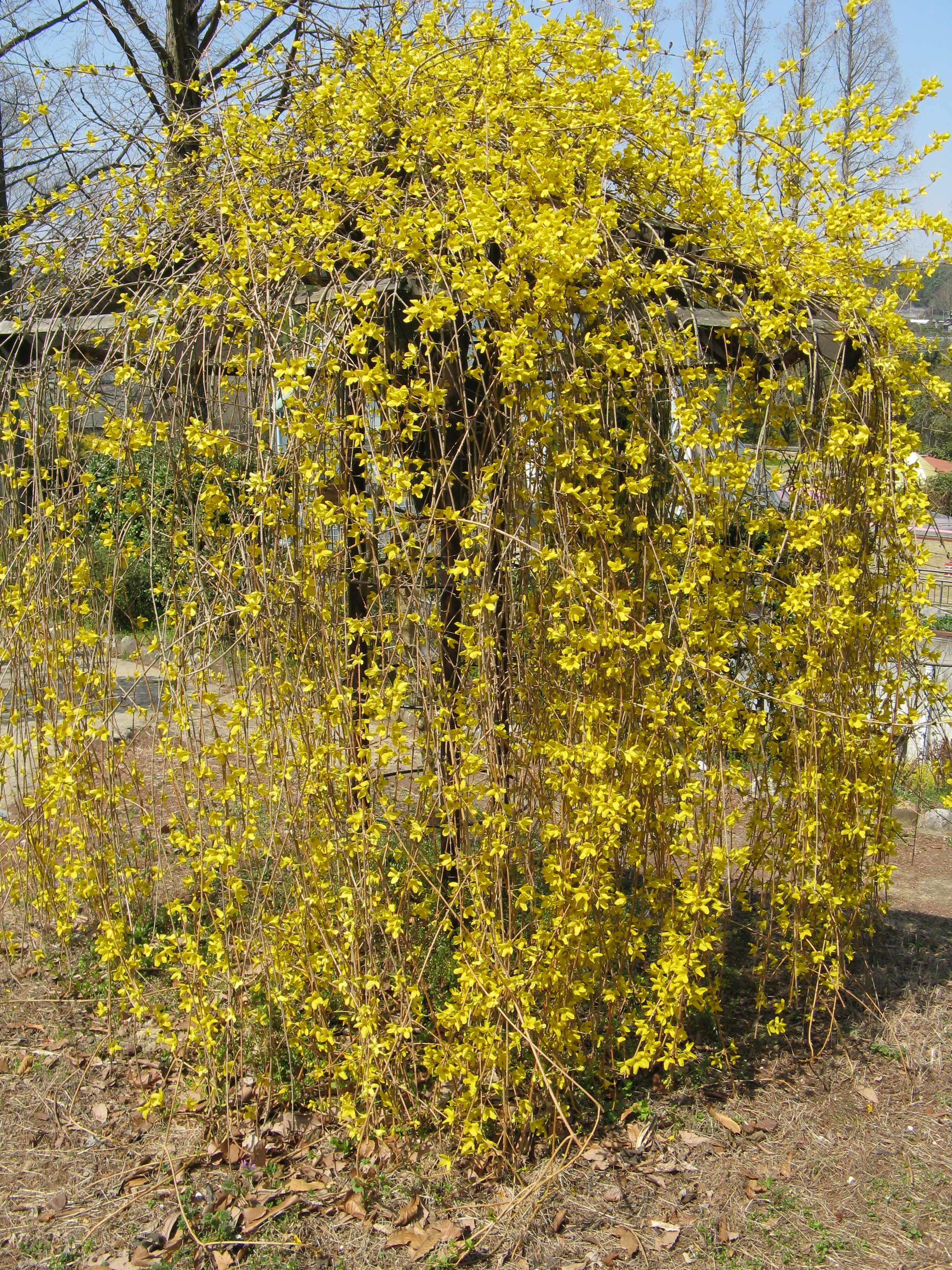
Forsythia japonica Makino - Japón
- Forsythia likiangensis Ching & Feng ex P.Y.Bai - Sudoeste de China.
- Forsythia mala-elengi Dennst.
- Forsythia mandschurica Uyeki Noreste de China.
- Forsythia mira M.C.Chang Norte central de China.
- Forsythia nakaii (Uyeki) T.B.Lee Corea.
- Forsythia ovata Nakai Corea
- Forsythia scandens Walter
- Forsythia suspensa (Thunb.) Vahl Este y centro de China.
- Forsythia togashii H.Hara Japón (Shōdoshima).
- Forsythia viridissima Lindl. Este fr China y Japón.